# Luke Rowe
Luke Rowe (n. 10 de março de 1990 em Cardiff), é um ciclista profissional britânico que compete para a equipa ProTeam, Sky.
Seu irmão Matt também é ciclista de corridas, e seu pai, Courtney Rowe, os treinadores da atleta paralímpica Simon Richardson.

## Biografia
Nascido em Cardiff, começou a competir a uma idade reduzida, num princípio viajava com seus pais num tandem. Começou a desfrutar do ciclismo e converteu-se num membro dos Voladores Maindy, com sede em Maindy Stadium. Tem feito parte do Programa de Desenvolvimento Olímpico de Ciclismo Britânico.
Já em 2006, com apenas 16 anos, ganhou a Volta a Irlanda júnior e foi terceiro no Campeonato do Reino Unido por Equipas em Pista.

### Destacando como júnior
Rowe fez a sua estreia em competições internacionais europeias em categoria junior como membro da equipa de Perseguição por Equipas que se levou a medalha de ouro no Campeonato de Europa de 2007 em Pista. Terminou segundo no Campeonato de Europa de 2008 em Estrada; e ganhou o Madison, junto com Mark Christian e a medalha de prata na perseguição por equipas no Campeonato Europeu de Pista de 2008.

### Ascensão ao profissionalismo
Em 2009 começou a disputar corridas profissionais ganhando já a corrida profissional de ciclismo em estrada do ZLM Tour, vitória que repetiu em 2011, como corrida mais importante, além de seguir conseguindo bons postos em corridas de pista.
Finalmente estreiou como profissional com o Sky Procycling em 2012, após ter assinado um contrato de dois anos, onde conseguiu uma vitória de etapa na Volta a Grã-Bretanha.

## Palmarés

### Pista
- 3° no Campeonato Nacional do Reino Unido, Perseguição por equipas

2010 (como amador)
- 1° no Campeonato Nacional do Reino Unido, Madison (Com Mark Christian)
- 3° no Campeonato Nacional da Austrália, Perseguição por equipas

2011 (como amador)
- 2° no Campeonato Europeu Sub-23, Scratch

### Estrada
2009 (como amador)
- ZLM Tour

2010 (como amador)
- Grande Prêmio Sportivi di Poggiana

2011 (como amador)
- 1 etapa do Tour de Thüringe

2012
- 1 etapa da Volta a Grã-Bretanha

2017
- 1 etapa do Herald Sun Tour

## Resultados nas Grandes Voltas e Campeonatos do Mundo
Durante a sua carreira desportiva tem conseguido os seguintes postos nas Grandes Voltas e nos Campeonatos do Mundo:
| Corrida            | 2012 | 2013 | 2014 | 2015 | 2016 | 2017 | 2018 |
| ------------------ | ---- | ---- | ---- | ---- | ---- | ---- | ---- |
| Giro de Itália     | -    | -    | -    | -    | -    | -    | -    |
| Tour de France     | -    | -    | -    | 136º | 151º | 167º | -    |
| Volta a Espanha    | -    | Ab.  | 141º | -    | -    | -    | -    |
| Mundial em Estrada | 87º  | Ab.  | Ab.  | Ab.  | Ab.  | -    | -    |

-: não participa 
Ab.: abandono

## Equipas
- Sky (2012-)
  - Sky Procycling (2012-2013)
  - Team Sky (2014-)